# 蘭斯恩德冰原島峰
83°43′S 172°37′E / 83.717°S 172.617°E
蘭斯恩德冰原島峰（英語：Lands End Nunataks），是南極洲的冰原島峰，位於杜費克海岸，處於埃爾德羅普峰西北面4公里，屬於埃博尼嶺的一部分，處於比爾德摩爾冰川終點東面，現時由南極條約體系管理。